# Absolute Proof
Absolute Proof is een Amerikaanse politieke documentaire uit 2021. In de film vertelt Mike Lindell, directeur van het bedrijf MyPillow, waarom hij overtuigd is dat president Donald Trump de Amerikaanse presidentsverkiezingen van 2020 heeft gewonnen. De film werd hard aangepakt op zijn vele complottheorieën en onwaarheden. Vrij snel na de première werden de film en Lindell verbannen van verschillende Social Media-platformen.
De film won twee Razzies voor Slechtste film en Slechtste acteur (Lindell).

## Prijzen en nominaties
De belangrijkste:
| Jaar | Prijs                   | Categorie        | Genomineerde(n) | Uitslag  |
| ---- | ----------------------- | ---------------- | --------------- | -------- |
| 2021 | Golden Raspberry Awards | Slechtste film   | -               | Gewonnen |
| 2021 | Golden Raspberry Awards | Slechtste acteur | Mike Lindell    | Gewonnen |